# آئر لینگوس رجیونال
آئر لینگوس رجیونال (به انگلیسی: Aer Lingus Regional) یک شرکت هواپیمایی با کد یاتا EI است که در تاریخ ۲۶ ژانویه ۲۰۱۰ میلادی تأسیس شده و در تاریخ ۲۸ مارس ۲۰۱۰ فعالیتش را آغاز کرده‌است. دفتر مرکزی آئر لینگوس رجیونال در فرودگاه دوبلین، ایرلند واقع شده‌است و به ۲۰ مقصد، پرواز انجام می‌دهد.